# عد المراهم
عُد المراهم أو حب شباب المراهم (بالإنجليزية: Pomade acne)‏ هو نوع من حب الشباب الذي يظهر بعد استعمال مرهم لفروة الرأس بحيث أنه يوضع على الجبهة فتظهر مجموعة من الزؤانة المتقاربة والقريبة من منبت الشعر.